# Marussia B1
Der Marussia B1 ist ein im Dezember 2008 vorgestellter Mittelmotor-Sportwagen des russischen Herstellers Marussia Motors. Das Fahrzeug ist das erste Modell des 2007 gegründeten Herstellers.
Das Fahrzeug ist mit Motoren des britischen Herstellers Cosworth ausgestattet und auf 2999 Exemplare limitiert. Als Motorisierungen standen ein 2,8-Liter-Turbomotor mit 265 kW (360 PS) oder 309 kW (420 PS) und ein 3,5-Liter-Saugmotor mit 221 kW (300 PS) zur Verfügung.
Aufgrund der Insolvenz des Herstellers wurde die Produktion, wie auch bei dem Nachfolger B2, 2014 eingestellt.